# Sinodiaptomus sarsi
Sinodiaptomus sarsi is een eenoogkreeftjessoort uit de familie van de Diaptomidae. De wetenschappelijke naam van de soort is voor het eerst geldig gepubliceerd in 1923 door Rylov.